# Herdecker Bach
Der Herdecker Bach ist ein Fließgewässer in Herdecke. Er mündet rechtsseitig in die Ruhr.
Der Bach entspringt nordöstlich der Stadt am Ahlenberg und fließt dann zunächst parallel zur dort Wittbräucker Straße genannten B 46 nach Südwesten. Er nimmt rechtsseitig bei Ostende den Ostender Bach und den Kirchender Bach auf, kehrt sich dann, weiterhin von der Bundesstraße begleitet, nach Süden und wird noch einmal von rechts vom Ender Mühlenbach verstärkt. Südlich der Altstadt von Herdecke mündet er schließlich von rechts in die Ruhr.
Bei Starkregen vergrößert sich die Wassermenge des Bachs erheblich, so wie zum Beispiel in der Nacht zum 17. August 2010 geschehen.